# Tijjani Babangida
Pour les articles homonymes, voir Babangida.
Tijjani Babangida (né le 25 septembre 1973 à Kaduna) est un footballeur international nigérian, qui évoluait au poste d'ailier offensif. 
Attaquant petit et rapide, c'est aux Pays-Bas qu'il a effectué la majorité de sa carrière en club notamment à l'Ajax Amsterdam. Il a également joué au Nigeria au début de sa carrière avant de rejoindre les Pays-Bas, au Roda JC d'abord où il fut prêté une saison au VVV Venlo avant de rejoindre l'Ajax Amsterdam (1996-2003) où il remporte le championnat des Pays-Bas et coupe nationale, s'ensuit une carrière qui l'envoie en Turquie (Gençlerbirliği), en Arabie saoudite (Al Ittihad Djeddah) ou en Chine (Changchun Yatai) entre-coupé d'une saison au Vitesse Arnhem.
En sélection nationale, il compte entre 1994 et 2002 37 sélections où il marque 5 buts. Avec les espoirs nigérians, il remporte les Jeux olympiques d'été de 1996 à Atlanta, première victoire d'une sélection africaine dans une compétition internationale en compagnie de Nwankwo Kanu, Jay-Jay Okocha, Emmanuel Amunike ou Victor Ikpeba entre autres. Avec les seniors, il participe à la Coupe du monde 1998 (huitièmes de finale) et à la Coupe d'Afrique des Nations 2000 (finaliste) et 2002 (troisième).
Il est aujourd'hui agent de joueurs.

## Biographie

### Enfance et vie personnelle
Tijjani Babangida, surnommé parfois  « TJ », naît dans une grande famille dans la ville de Kaduna en 1973. Il se marie à Rabah, sœur de la femme de Daniel Amokachi (grand footballeur nigérian). Deux de ses neuf frères ont été également des footballeurs professionnels : Ibrahim Babangida et Haruna Babangida.

### Ses premières années footballistiques
En 1991, Tijjani Babangida quitte son club local de Niger Tornadoes FC pour signer dans le Championnat des Pays-Bas au Roda JC à Kerkrade après ses performances à l'occasion des Jeux Africains de 1991 au Caire. Il est immédiatement prêté au VVV Venlo jusqu'à la fin de saison, il y dispute au total six matchs. Malgré la relégation sportive du VVV Venlo, son prêt est prolongé d'une année (1992-1993). Cette saison en seconde division néerlandaise lui permet de devenir titulaire et d'y inscrire un total de 16 buts, permettant à son club de retrouver à la fin de la saison la première division qu'il avait quitté un an auparavant. En 1993, il retourne alors au Roda JC et s'impose très vite comme un titulaire, sa première saison avec le club se ponctue par 29 apparitions et 11 buts.
Il reste deux nouvelles saisons au Roda JC, y fait ses débuts en Coupe d'Europe avec la Coupe UEFA en 1995 contre le club slovène de NK Olimpija Ljubljana, c'était la première campagne européenne de Roda depuis cinq ans, il bat le club slovène avant d'être éliminé par le club portugais du Benfica Lisbonne au second tour. Ses solides performances en club tout en sélection (où il fait ses débuts dès 1994) éveillent l'intérêt du grand club néerlandais l'Ajax Amsterdam entraîné par Louis van Gaal, notamment après l'annonce du départ de son comaptriote Finidi George au Real Betis Balompié.

### La période à l'Ajax Amsterdam
À l'été 1996, Babangida signe à l'Ajax pour un transfert de 5 millions de dollars. Dès sa première saison, il fait 29 apparitions et y inscrit quatre buts. Il joue un rôle important dans la campagne européenne de son club qui dispute la Ligue des champions, il y inscrit trois buts dont un contre le Champion de France l'AJ Auxerre en phase de poules et un autre contre l'Atlético Madrid au Stade Vicente Calderon qui permet à l'Ajax dans les prolongations de se qualifier pour les demi-finales qu'ils perdent contre la Juventus.
Sa seconde saison à l'Ajax lui permet de remporter son premier titre du Championnat des Pays-Bas avec 17 points d'avance sur le second qu'est le PSV Eindhoven, il y inscrit 13 buts en 26 matchs, faisant de lui le troisième buteur du club derrière le Géorgien Shota Arveladze et le Finlandais Jari Litmanen. Le club réalise même un doublé cette saison avec une victoire 5-0 en finale contre le PSV en Coupe des Pays-Bas où Babangida inscrit le premier but.
Lors de la saison 1998-1999, il manque le début de saison après avoir contracté la malaria. À son retour Morten Olsen, le nouvel entraîneur de l'Ajax, n'en fait pas un titulaire indiscutable. La campagne européenne s'arrête vite au stade de la phase des poules où l'Ajax termine dernière après l'Olympiakos, le Croatia Zagreb et le FC Porto. Babangida dispute 18 rencontres dont sept fois comme titulaire seulement. Lors de la finale de la Coupe des Pays-Bas remporté par l'Ajax, il ne figure pas sur la feuille de match.
À partir de 1999, le temps de jeu de Babangida se réduit chaque année, il fait seulement huit apparitions en 1999-2000 et n'en joue aucun dans la première partie de saison 2000-2001. Il est alors prêté au Gençlerbirliği dans le Championnat de Turquie pour une demi-saison.

### L'après Ajax
Au Gençlerbirliği, il dispute douze rencontres pour deux buts malgré un temps de jeu limité, le club turc qui remporte sans lui la Coupe de Turquie décide de ne pas le retenir en fin de saison. À l'été 2001, il est tout prêt à signer à l'AJ Auxerre en France avant que l'entraîneur Ronald Koeman ne le convainc de rejoindre en prêt Vitesse Arnhem. Titulaire au départ sous les ordres de Koeman, il perd sa place lors du départ de ce dernier à l'Ajax, le nouvel entraîneur Edward Sturing n'ayant pas été convaincu.
En 2002, c'est une nouvelle expérience que vit Babangida, appartenant toujours à l'Ajax, il est de nouveau prêté pour le club saoudien d'Al Ittihad Djeddah où il rejoint l'ancienne star du football brésilien Bebeto et l'ex-joueur du Liverpool FC Titi Camara. Mais il est mis de côté dès novembre en raison d'un désaccord avec l'entraineur brésilien José Oscar Bernardi qui le fait jouer en défense. Il revient donc à l'Ajax et tente de négocier sa rupture de contrat avec le club néerlandais. c'est finalement le 30 avril 2003, trois ans après son dernier match sous les couleurs de l'Ajax que son contrat avec ce dernier est rompu.
Alors agent libre, Babangida se lance un défi en s'engageant dans le Championnat de Chine au Tianjin TEDA durant l'été 2003, mais en raison de l'apparition du syndrome respiratoire aigu sévère, il prend la direction d'un autre club chinois le Changchun Yatai. Ses quatre buts en fin de saison permet au club de remporter le titre du Championnat de Chine de deuxième division, cela est accompagné d'un rappel en sélection nationale. Il y effectue une ultime saison avec 4 nouveaux buts avant de prendre une retraite définitive.

### Carrière internationale
Sa première convocation à un match international en équipe senior du Nigeria intervient dans un match amical de préparation à la Coupe du monde 1994 contre la Roumanie, il dispute une autre rencontre amical contre la Géorgie, mais n'est pas retenu dans la liste des joueurs pour la Coupe du monde aux États-Unis, préféré à Finidi George. En 1996, avec la sélection espoirs, il participe à la première victoire d'une sélection africaine lors d'une compétition internationale lors des Jeux olympiques d'été de 1996 à Atlanta. Le Nigeria bat alors le Brésil puis l'Argentine, pourtant constitué de joueurs prestigieux tels que Dida, Ronaldo, Roberto Carlos, Rivaldo, Hernán Crespo, Claudio López ou Ariel Ortega. Il prend ensuite part à la Coupe du monde 1998 disputée en France, il est titulaire une fois et entre en tant que remplaçant à trois reprises pour un total de 120 minutes de temps de jeu, il y inscrit qu'un seul but lors de la défaite en huitièmes-de-finale contre le Danemark (1-4). En janvier 2001, Babangida dispute un match d'exhibition à l'International Stadium Yokohama dans une équipe appelé FIFA XI contre une sélection unifiée sur-coréenne et japonaise.
Il fait ses débuts en Coupe d'Afrique des Nations seulement lors de l'édition 2000. En 1996, le Nigeria est absente du tournoi en raison d'un désaccord politique entre Nelson Mandela et Sani Abacha puis disqualifié en 1998 à la suite de ce retrait de 1996. Lors de la CAN 2000 inscrit un doublé en demi-finale contre l'Afrique du Sud (2-0) et permet à la sélection d'être qualifié en finale qu'il perd contre le Cameroun aux tirs au but.
Il prend une part active dans la qualification du Nigeria pour la Coupe du monde 2002 grâce notamment à deux buts contre le Ghana dans l'ultime match (3-0). À la CAN 2002, il dispute tous les matchs où la sélection termine à la troisième place mais n'est pas retenu pour la Coupe du monde 2002 qui a lieu en Corée du Sud et Japon au profit de deux joueurs d'expérience que sont Finidi George et Sunday Oliseh. Il est rappelé en sélection en 2004 pour préparer la CAN 2004 lors d'un stage au Portugal à Faro, mais n'est pas retenu pour le tournoi final. La CAN 2002 constitue donc sa dernière compétition internationale.

## Palmarès

### En club
- 1993 : Champion des Pays-Bas de D2, VVV Venlo,  Pays-Bas
- 1996 : Champion des Pays-Bas, Ajax Amsterdam,  Pays-Bas
- 1998 : Champion des Pays-Bas, Ajax Amsterdam,  Pays-Bas
- 1998 : Vainqueur de la Coupe des Pays-BasC, Ajax Amsterdam,  Pays-Bas
- 2003 : Champion de Chine de D2, Changchun Yatai,  Chine

### EnÉquipe du Nigeria
- 1996 : Atlanta ,  États-Unis
  -  : Médaille d'or aux Jeux olympiques au Football
- 37 sélections et 6 buts entre 1994 et 2002
- Participation à la Coupe du Monde en 1998 (1/8 de finaliste)
- Participation à la Coupe d'Afrique des Nations en 2000 (Finaliste) et en 2002 (3e)

## Carrière
| Année/Parcours | Club               | Pays            | Championnat | Championnat | Coupe nationale | Coupe nationale | Coupe d'Europe | Coupe d'Europe | Sélection nationale | Sélection nationale |
| -------------- | ------------------ | --------------- | ----------- | ----------- | --------------- | --------------- | -------------- | -------------- | ------------------- | ------------------- |
| Année/Parcours | Club               | Pays            | M.          | B           | M.              | B               | M.             | B              | M.                  | B                   |
| 1990           | Niger Tornadoes FC | Nigeria         | ?           | ?           | -               | -               | -              | -              | -                   | -                   |
| 1991-1992      | VVV Venlo          | Pays-Bas        | 6           | 3           | -               | -               | -              | -              | -                   | -                   |
| 1992-1993      | VVV Venlo          | Pays-Bas        | 28          | 16          | -               | -               | -              | -              | -                   | -                   |
| 1993-1994      | Roda JC            | Pays-Bas        | 29          | 11          | 0               | 0               | -              | -              | -                   | -                   |
| 1994-1995      | Roda JC            | Pays-Bas        | 20          | 5           | 0               | 0               | -              | -              | -                   | -                   |
| 1995-1996      | Roda JC            | Pays-Bas        | 29          | 10          | 1               | 0               | 4              | 1              | -                   | -                   |
| 1996-1997      | Ajax Amsterdam     | Pays-Bas        | 25          | 4           | 0               | 0               | 10             | 3              | -                   | -                   |
| 1997-1998      | Ajax Amsterdam     | Pays-Bas        | 26          | 13          | 3               | 1               | 4              | 1              | -                   | -                   |
| 1998-1999      | Ajax Amsterdam     | Pays-Bas        | 18          | 2           | 2               | 0               | 4              | 0              | -                   | -                   |
| 1999-2000      | Ajax Amsterdam     | Pays-Bas        | 8           | 1           | 0               | 0               | 1              | 0              | -                   | -                   |
| 2000-2001      | Gençlerbirliği     | Turquie         | 12          | 2           | -               | -               | -              | -              | -                   | -                   |
| 2001-2002      | Vitesse Arnhem     | Pays-Bas        | 14          | 1           | 2               | 0               | -              | -              | -                   | -                   |
| 2002-2003      | Al Ittihad Djeddah | Arabie saoudite | 5           | 0           | -               | -               | -              | -              | -                   | -                   |
| 2003           | Changchun Yatai    | Chine           | 9           | 4           | -               | -               | -              | -              | -                   | -                   |
| 2004           | Changchun Yatai    | Chine           | 20          | 4           | -               | -               | -              | -              | -                   | -                   |